# Tĩnh Hòa Trạch chúa
Tĩnh Hòa Trạch chúa (정화택주, chữ Hán: 靜和宅主; ? - ?) là một vương nữ nhà Cao Ly trong lịch sử Bắc Triều Tiên và Hàn Quốc, con gái của Cao Ly Khang Tông và một hậu phi không rõ danh tính. Tước hiệu của bà là trạch chúa (địa vị thấp hơn huyện chúa).

## Cuộc đời
Tên thật của bà là Vương Đạo Nhân (Wang Do-in, 王道人).)
Năm 1214, dưới thời Cao Ly Cao Tông, bà kết hôn với loạn thần Thôi Trung Hiến và được sách phong làm trạch chúa, hiệu là Tĩnh Hòa Trạch chúa. Sử sách về sau không ghi chép thêm gì về bà.

## Gia đình

### Song thân
- Thân phụ: Cao Ly Khang Tông
- Thân mẫu: Không rõ

### Hôn nhân
- Phu quân: Thôi Trung Hiến
  - Con trai: Thôi Cù (Choi Gu, 崔衢)
  - Con trai: Tăng lữ Tào Khê Tông (Jo Gye-jong, 曹溪宗)